# Anders Ekdahl
Anders Ekdahl, född 13 november 1943, är en svensk kapellmästare, musikarrangör och pianist.
Anders Ekdahl är utbildad vid  vid Musikaliska Akademien mellan 1967 och 1971 och har därefter arbetat med en rad svenska artister, som Lill-Babs, Povel Ramel, Lill Lindfors, Arja Saijonmaa och Jan Malmsjö.
Han var bland annat arrangör och kapellmästare på Fred Åkerströms två sista LP-skivor, Sjöfolk & landkrabbor och Åkerströms blandning.
Under slutet av 1990-talet började han som kapellmästare för Den ofattbara orkestern i Galenskaparna och After Shaves uppsättningar.
År 1983 var Anders Ekdahl dirigent vid Melodifestivalen.